# Livio Cori

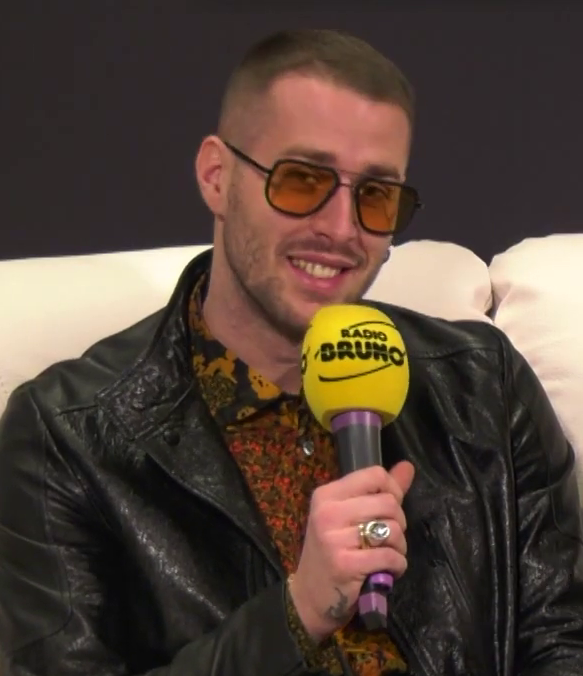
Livio Cori (2019)

Livio Cori (* 12. März 1990 in Neapel) ist ein italienischer Rapper.

## Werdegang
Cori stammt aus den Quartieri Spagnoli und begann im Alter von 14 Jahren, eigene Lieder zu schreiben. Ab 2008 arbeitete er mit verschiedenen Namen der neapolitanischen Hip-Hop-Szene zusammen und veröffentlichte bei NoonStudios erste Songs zwischen R&B und Dubstep, einmal auch zusammen mit Ghemon. Als ab 2017 Liberato, ein anonymer neapolitanischer Rapper, viral wurde und italienweite Bekanntheit erlangte, war Cori einer der Kandidaten für dessen wahre Identität; er stritt es jedoch mehrfach ab. In der dritten Staffel der Fernsehserie Gomorrha war er als Schauspieler zu sehen und steuerte auch ein Lied zum Soundtrack bei. 2018 veröffentlichte er bei Sugar Music von Caterina Caselli seine Debüt-EP Montacalvario.
Ende 2018 wurde Coris gemeinsame Teilnahme mit Nino D’Angelo am Sanremo-Festival 2019 bekanntgegeben. Mit dem Lied Un’altra luce landete das Duo auf dem letzten Platz.

## Diskografie
- Delay (EP; 2017)
- Montecalvario (EP, Sugar; 2018)
- Montecalvario (Core senza paura) (Sugar, 2019)

## Filmografie
- 2017: Gomorrah (Gomorra) (Fernsehserie, 9 Episoden)

## Belege
1. ↑  Chartquellen: Top singoli (italienische Singlecharts) vom 14. Februar 2019 / WK7
2. ↑  Chi è Livio Cori: età, altezza, genitori, fidanzata e canzoni. 12. August 2021, abgerufen am 20. Februar 2022 (englisch).
3. ↑  Alberto Muraro: Livio Cori: “Liberato non sono io, rispetto il bellissimo progetto ma siamo due cose diverse”. In: Soundsblog.it. 10. Mai 2018, abgerufen am 22. Dezember 2018 (italienisch).
4. ↑  Livio Cori è davvero Liberato? Alcune cose da sapere sul rapper partenopeo e il video di ‘Surdat’. In: Rockol.it. 18. Dezember 2017, abgerufen am 22. Dezember 2018 (italienisch).

| Personendaten    | Personendaten        |
| ---------------- | -------------------- |
| NAME             | Cori, Livio          |
| KURZBESCHREIBUNG | italienischer Rapper |
| GEBURTSDATUM     | 12. März 1990        |
| GEBURTSORT       | Neapel               |